# Акабори, Сиро
Сиро Акабори (яп. 赤堀四郎; Shiro Akabori; 20 октября 1900 — 3 ноября 1992) — японский химик-органик и биохимик, член Японской академии наук, иностранный член Академии наук СССР.

## Биография
Родился 20 октября 1900 года в префектуре Сидзуока. В 1925 году окончил Университет Тохоку. Продолжил учёбу в Европе и США, где занимался изучением органической химии. С 1935 преподавал химию в Осакском университете. (с 1938 профессор).
В 1958 организовал при Осакском университете Институт исследования белка и стал его первым директором. С декабря 1960 по декабрь 1966 годов был президентом Осакского университета.
12 февраля 1964 года был избран членом Японской академии наук по специальности «органическая биохимия». 8 февраля 1966 года — иностранным членом АН СССР. С того же года был президентом Японского биохимического общества. С 1967 занимал должность президента Института физических и химических исследований (RIKEN).

## Вклад в науку
Занимался исследованиями в области биохимии и органической химии. Основные работы посвящены изучению белков и биохимических окислительных процессов. Разработал оригинальные способы синтеза аминокислот, а также методы асимметрического органического синтеза. Открыл носящие его имя реакции: восстановление α-аминокислот или их эфиров в аминоальдегиды действием амальгамы натрия в спирте в присутствии минеральной кислоты (1931) и получение аминоспиртов альдольной конденсацией аминокислот с ароматическими альдегидами и последующим декарбоксилированием (1943). В 1952 году предложил способ определения С-концевого остатка аминокислоты нагреванием пептида или белка с гидразином при температуре 105°С (при этом все аминокислоты, кроме С-концевой, превращаются в гидразиды).
Автор работ «Развитие органической химии», «Аминокислота и белок» и др.

## Награды и премии
- 1949 — Премия Японского химического общества[8]

- 1955 — Премия Японской академии наук[9]

- 1965 — Орден Культуры[9]

- 1975 — Орден Священного сокровища I степени

## Память
Японское пептидное общество в 2000 году учредило Памятную премию Акабори, вручаемую каждые два года.